# Mosteiro de São Jerónimo da Boavista

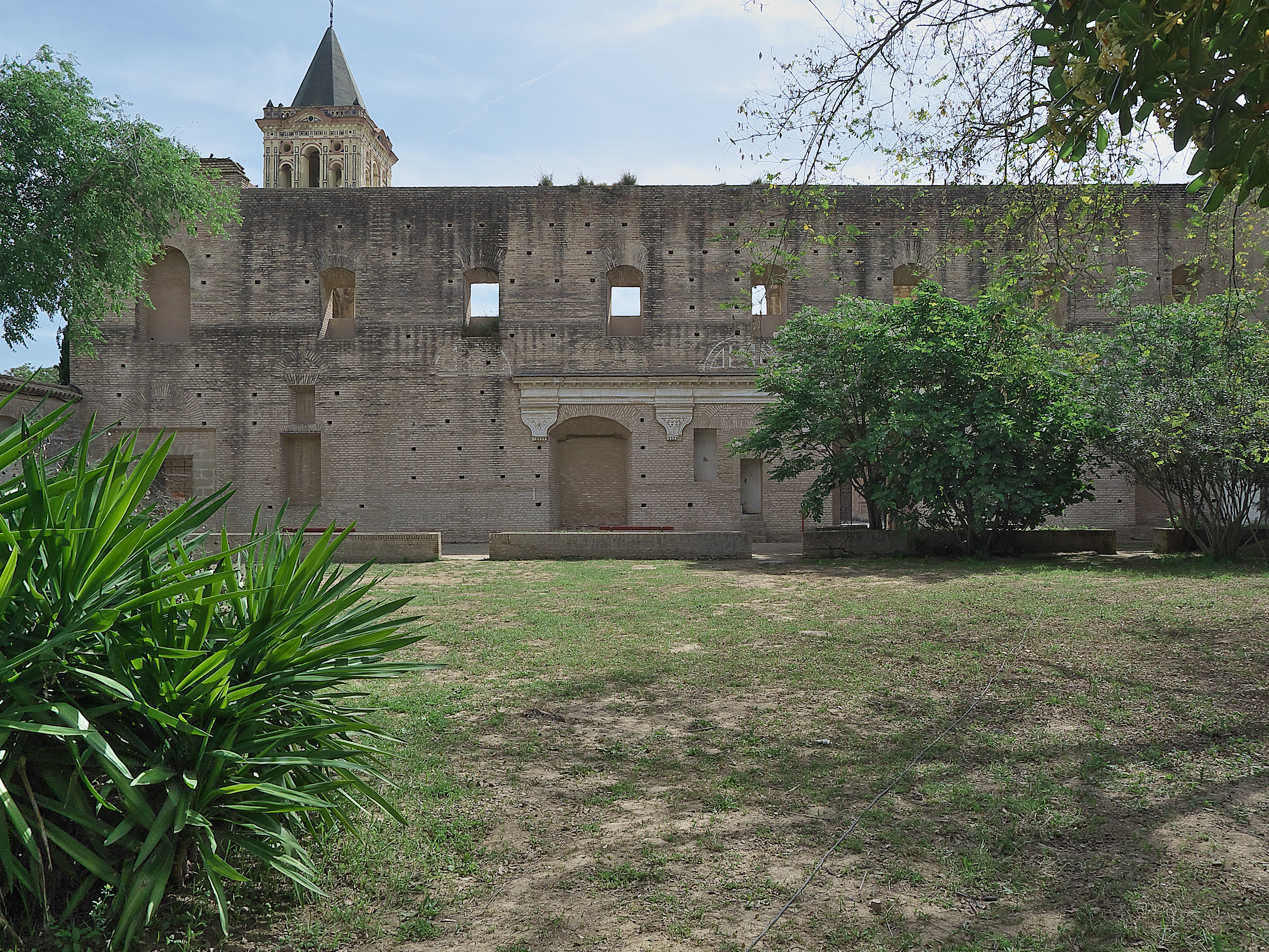
Mosteiro de São Jerónimo da Boavista

O Mosteiro de São Jerónimo da Boavista é um antigo mosteiro localizado no bairro de São Jerónimo em Sevilha, Andaluzia, Espanha. Foi fundada em 1414 pelo padre Diego Martínez de Medina. Em 27 de agosto de 1964, foi declarada Monumento Histórico Artístico. Em 1966, foi comprado por Carmen Iglesias Zubiada, que o transformou em residência privada. Em 1984, foi adquirido pela Câmara Municipal de Sevilha. Em 2015, foi transformado em centro cívico de bairro.